# 黒柳召波
黒柳 召波（くろやなぎ しょうは、1727年（享保12年）- 1772年1月11日（明和8年12月7日））は、江戸時代中期の俳人である。字は廷遠。通称は清兵衛。別号に春泥等。

## 経歴・人物
商人の子として京都に生まれる。後に江戸に入り、服部南郭から漢詩を学んだ。後に龍草廬の門人で幽蘭社の一員となり、柳宏の名で漢詩を発表した。
宝暦の頃に俳諧に転じて与謝蕪村の門人となり、1766年（明和3年）に三菓社が主催する句会に参加した。以後蕪村が讃岐から京都に帰ってきた事により、召波が死去するまで数回自身が亭主を務める家屋で句会が開催された。召波の作風は向井去来等を尊敬し、各務支考や中川乙由らの風俗を滑稽に描いた生活を基盤としている。

## 主な著作物
- 『春泥句集』 - 召波が詠んだ句を彼の死後、子の黒柳維駒が編纂、刊行した。序文は師の蕪村が著している。